# Июнь 2020 года

Список событий июня 2020 года.

## События
- 1 июня
  - На железнодорожном перегоне между станциями Кола и Выходной из-за паводка рухнул мост через реку Кола, по которому проходит единственная ветка Мурманского отделения Октябрьской железной дороги, связывающая Мурманск с остальной частью России[1].
  - Произошла новая вспышка вируса Эбола в Конго[2].

- 2 июня
  - Жертвами нападения исламистов на мозамбикский город Макомия стали по меньшей мере 17 человек[3].
  - Премьер-министр России Михаил Мишустин поручил Минюсту, Минздраву и Роспотребнадзору проверить применение принятых для борьбы с коронавирусом документов, в том числе указов мэра Москвы Сергея Собянина, затрагивающих права и свободы граждан[4].

- 3 июня
  - На территории Красноярского края объявлена чрезвычайная ситуация федерального масштаба через пять дней после того, как в Кайеркане (район Норильска) ок. 20 тыс. тонн дизельного топлива вылились на дорогу из резервуара ТЭЦ-3 Норильско-Таймырской энергетической компании, входящей в группу Норильский никель, и попали в реки Амбарная и Далдыкан, а также почти во всех их притоки[5][6]. Предельно допустимая концентрация вредных веществ в воде реки Амбарной к 3 июня превысила норму в десятки тысяч раз[7].
  - В федеральный суд Сан-Хосе в Калифорнии против компании Google подали коллективный иск на 5 млрд долларов, в котором компанию обвинили в незаконном вторжении в частную жизнь[8].
  - Президент Белоруссии Александр Лукашенко отправил правительство в отставку[9].

- 4 июня
  - На севере Мали возле границы с Алжиром в результате операции французских военных убит глава Аль-Каиды в Северной Африке Абдельмалек Друкдель[10].
  - Режим чрезвычайной ситуации введен в Северной Осетии после разрушительного урагана, который обрушился на республику и задел еще несколько регионов Северного Кавказа, в частности был разрушен госпиталь инфицированных COVID-19[11].
- 5 июня
  - В Буркина-Фасо в результате скоординированных атак за сутки убито 58 христиан[12].

- 6 июня
  - Пандемия COVID-19: число инфицированных коронавирусом SARS-CoV-2 в России превысило 450 тыс. человек — подтверждено 458 689 случаев заражения коронавирусной инфекцией COVID-19[13].
  - На Южных Филиппинах в ходе боя с исламскими террористами, погибли 4 военных[14].
  - В Каире состоялась встреча президента Египта Абдель Фаттаха ас-Сиси с командующим Ливийской национальной армией Халифой Хафтаром и главой заседающей на востоке Ливии Палаты представителей Акилой Салехом, итогом встречи объявлена «каирская инициатива», которая включает в себя прекращение огня на всей территории Ливии с 8 июня и условия политического урегулирования[15].
- 7 июня
  - Крупная колонна военной техники вооружённых сил Египта вошла на территорию Ливии для помощи Ливийской национальной армии Халифы Хафтара[16].
  - Первая женщина в истории достигла дна Марианской впадины — Кэтрин Салливан[17].

- 8 июня
  - Протестующие преимущественно левого толка в рамках антирасистских протестов в США сформировали в американском городе Сиэтле самопровозглашённую автономию CHAZ[18][19].
- 9 июня
  - В Москве был отменён режим самоизоляции, также был отменён пропускной режим и график прогулок[20].
  - Океанолог и бывший астронавт NASA Кэтрин Салливан стала первой женщиной, достигшей Бездны Челленджера[21].
  - Руководство КНДР объявило о прекращении контактов с Южной Кореей по всем существующим каналам связи[22].
  - В Техасе прошли похороны жертвы полицейского насилия Джорджа Флойда[23].
- 10 июня
  - Принц Датский Иоахим получил должность военного атташе Дании во Франции, вступление в должность запланировано 1 сентября[24].
  - Швеция закрыла дело об убийстве премьер-министра Улофа Пальме[25].
  - Начался саммит G7 в Кэмп-Дэвиде (США)[26].
- 11 июня
  - Пандемия COVID-19: число инфицированных коронавирусом SARS-CoV-2 в России превысило 500 тыс. человек — подтверждено 502 436 случаев заражения коронавирусной инфекцией COVID-19[27].
- 12 июня
  - Демонстранты снесли памятник президенту Конфедерации Джефферсону Дэвису в Ричмонде, штат Вирджиния[28].
  - Вторая женщина — Ванесса О'брайен покорила Марианскую впадину, став первой в мире женщиной, покорившей Эверест и глубочайшую точку Земли[29].
- 13 июня
  - По меньшей мере 10 человек пострадали в столкновениях между выходцами из Чечни и группой наркоторговцев в городе Дижон на востоке Франции[30].

- 14 июня
  - Освящён Главный храм Вооружённых Сил Российской Федерации в парке «Патриот» в Подмосковье.
  - При пожаре в монастыре Варнакова Фокидской митрополии Элладской православной церкви сгорела древняя икона Богородицы Варнакова и другие святыни[31].

- 15 июня
  - В Госдуму внесли законопроект о разблокировке мессенджера Telegram как «официального сервиса» госорганов[32].
  - Двое полицейских и один гражданский получили ранения при стрельбе на Ленинском проспекте в Москве[33].
  - Власти Пекина ввели во всех микрорайонах города режим «военного времени» после того, как на рынке «Синьфади» была зафиксирована вспышка коронавирусной инфекции COVID-19[34].
  - Пятеро заместителей главного редактора газеты «Ведомости» объявили об увольнении в знак протеста против назначения главным редактором Андрея Шмарова[35].
  - В Дербентском районе Дагестана около 400 граждан Азербайджана, ожидающих спецкоридора через таможенный пункт пропуска «Яраг-Казмаляр», вышли на федеральную автодорогу «Кавказ» и пытались перекрыть движение автотранспорта, при попытке пресечь их действия пострадали 7 силовиков[36].
  - Страны Центральной Европы сняли последние препятствия на внутренних границах, вернувшись к режиму свободного перемещения[37].
- 16 июня
  - В долине реки Галван произошло вооружённое столкновение между индийскими и китайскими войсками, впервые с 1975 года повлекшее гибель людей[38].
  - Парламент Венгрии единогласно проголосовал за отмену расширенных полномочий, которыми было наделено правительство премьер-министра Виктора Орбана на время действия режима чрезвычайной ситуации из-за распространения коронавирусной инфекции COVID-19[39].

- 17 июня
  - ВОЗ приветствовал появление лекарства, доказано снижающего смертность среди пациентов с COVID-19[40].
  - Французские власти направили спецназ в Дижон, где уже несколько дней не прекращаются беспорядки[41].
  - Пандемия COVID-19: число инфицированных коронавирусом SARS-CoV-2 в России превысило 550 тыс. человек — подтверждён 553 301 случай заражения коронавирусной инфекцией COVID-19[42].
- 18 июня
  - В Минске прошла акция протеста «Цепь солидарности» против задержания политиков и активистов во время подготовки к выборам президента Белоруссии. Акция прошла через несколько часов после того, как был задержан кандидат в президенты Белоруссии Виктор Бабарико в ней приняло участие более 2000 человек[43].
- 19 июня
  - В России матчем «Крылья Советов» — «Ахмат» в Самаре возобновилась футбольная Премьер-лига, прерванная из-за пандемии коронавируса[44].
  - Феруза Махмудова назначена послом Узбекистана в Израиле[45].

- 24 июня
  - В России состоялся парад Победы, который перенесли с 9 мая из-за пандемии коронавируса.
- 21 июня
  - Произошло полное солнечное затмение, которое лучше всего было видно в Африке (особенно в её восточной части), в Южной и Восточной Азии[46].
- 22 июня
  - Археологи обнаружили вокруг Даррингтон-Уоллс кольцо из шахт возрастом 4500 лет[47].
  - Зампредседателя Комитета по контролю над ценными бумагами Китая Фан Синхай заявил, что страна должна подготовиться к возможному отключению от долларовых платежных систем SWIFT и CHIPS[48].
  - В Вене возобновились переговоры России и США по вопросам стратегической стабильности, в центре внимания сторон — судьба Договора о сокращении и ограничении стратегических наступательных вооружений (ДСНВ, СНВ-3), действие которого истекает в феврале 2021 года[49].

- 23 июня
  - Президент США Дональд Трамп подписал прокламацию о приостановке выдачи ряда виз ради освобождения рабочих мест для американцев, в число виз, попадающих под ограничения, входят H-1B для работы в высокотехнологичных областях[50].
  - Компания Segway объявила о снятии с производства балансирующих электроскутеров Segway PT[51].
  - Глава Росстата Павел Малков заявил, что расхождение данных Росстата с данными оперативного штаба по умершим от COVID-19 в России вызвано «различием методик подсчёта». Согласно опубликованным 13 июня данным Росстата, за апрель 2020 года от COVID-19 умерли в 1,4 раза больше людей чем по публиковавшимся ранее данным оперативного штаба[52].
- 24 июня
  - Пандемия COVID-19: число инфицированных коронавирусом SARS-CoV-2 в России превысило 600 тыс. человек — подтверждён 606 881 случай заражения коронавирусной инфекцией COVID-19[53].
- 25 июня
  - Власти штата Нью-Йорк объявили об обязательном 14-дневном карантине для всех, кто прибывает из регионов США с высоким уровнем заражений коронавирусом[54].
  - Ракетно-космическая корпорация (РКК) «Энергия» и компания Space Adventures Inc. подписали первый в истории контракт на выход космического туриста в открытый космос в 2023 году[55].
  - Лидер датской ультраправой партии «Жёсткий курс»[англ.] Расмус Палудан получил срок по 14 различным обвинениям в расизме, диффамации и опасном вождении автомобиля[56].
  - Началось голосование по принятию поправок в конституцию РФ[57].
- 27 июня
  - Президент Исландии Гвюдни Йоуханнессон переизбран на второй срок[58].
  - Лазарусу Чаквера принял присягу как новый президент Малави[59].
  - Наводнения в Китае: из-за сброса воды на плотине «Три ущелья» многие районы округа Ичан в провинции Хубэй оказались затоплены[60].
- 28 июня
  - Крупные компании-рекламодатели устроили бойкот социальной сети Facebook в рамках кампании Stop Hate for Profit[61].
  - Огромный шлейф пыли из африканской пустыни Сахара преодолев более 8000 км накрыл территорию юго-востока США[62]. До этого необычайно большое количество пыли было в Мексике, на Кубе и на Карибах[63][64].
- 29 июня
  - Американский актёр Энтони Маки, задействованный в семи основанных на комиксах Marvel проектах, обвинил создателей кинематографической вселенной в расизме[65].
  - Американский социальный новостной сайт Reddit заблокировал крупнейшую на портале онлайн-группу сторонников президента США Дональда Трампа, в рамках кампании по борьбе с «разжиганием ненависти» в сети[66].
- 30 июня
  - Главный законодательный орган Китая Всекитайское собрания народных представителей принял единогласно закон о защите национальной безопасности в Гонконге[67].
  - По Крымскому мосту открыли грузовое железнодорожное движение[68].
  - Владимир Путин и Александр Лукашенко открыли Ржевский мемориал Советскому солдату[69].